# Chencang-Straße
Die Chencang-Straße (chinesisch 陈仓道, Pinyin Chéncāng dào), auch als Gu-Straße (故道), "Alte Straße", bezeichnet, ist eine der alten Shu-Straßen. Ihr genauer Verlauf ist unklar.
Dem Cihai zufolge begann sie in Chencang (im Osten des heutigen Baoji), verläuft südwestlich und überquert den Pass Sanguan des Gebirges Qin Ling und folgt dem Lauf des Flusses Gudao Shui bis zum heutigen Kreis Feng, wendet sich südostwärts und erreicht über das Bao-Fluss-Tal den Ort Hanzhong.

## Streckenverlauf
(cppcc.people.com.cn)
Baoji — Kreis Feng — Qingniling — Lüeyang — Kreis Mian — Hanzhong